# Segunda Guerra dos Bôeres
A Segunda Guerra Boer (ou dos bôeres), travada entre 11 de outubro de 1899 e 31 de maio de 1902, foi um conflito lutado entre o Império Britânico e as duas nações Bôer, a República Sul-Africana (ou República de Transvaal) e o Estado Livre de Orange, sobre o domínio da África do Sul. Ficou conhecida também simplesmente como Guerra Boer ou Guerra Anglo-Boer. No começo do conflito, os bôeres tomaram a iniciativa e tiveram alguns sucessos, porém os britânicos reagiram, mandando reforços, e infligiram grande derrotas as duas nações sul-africanas. Os bôeres iniciaram então uma ampla e violenta campanha de guerrilha que durou dois anos. Os britânicos responderam brutalmente e adotaram políticas de represália, queimando fazendas, destruindo casas e mandando milhares de civis para campos de concentração. A guerra foi extremamente brutal e teve um enorme impacto na região por anos. No final, os bôeres se renderam e um tratado foi firmado entre as partes envolvidas.

## Contexto
O conflito foi uma sequência direta da Primeira Guerra dos Bôeres, dentro do contexto da disputa entre o povo boêr e os britânicos pelo controle de partes do sul da África.
A recém criada República Sul-Africana sofria com a falta de pessoal qualificado e seu potencial industrial era pequeno. No período entre os dois conflitos com o Reino Unido, foi descoberto ouro na área de Witwatersrand. O governo sul-africano, relutantemente, aceitou novamente a chegada de imigrantes (chamados de uitlander) vindos da Europa, principalmente da Inglaterra, que começaram a chegar em peso no final do século XIX à região de Transvaal. Os Bôeres, observando a vinda de imigrantes ingleses em escala cada vez maior, começaram a temer que logo seriam sobrepujados em número, gerando tensões étnicas, que logo se manifestaram em atos de violência. Enquanto isso, o governo britânico continuou sua expansão territorial pelo sul da África (instigada por homens como Cecil Rhodes). A partir de 1895, imigrantes britânicos começaram a exigir direitos iguais com relação aos bôeres, o que levaria a algumas pequenas revoltas na região de Joanesburgo (como a famosa Jameson Raid envolvendo 500 cavaleiros). O governo de Transvaal mandou soldados para reprimir essas manifestações e rebeliões. Com as tensões na África do Sul crescendo, negociações começaram para tentar encontrar algum meio termo. As autoridades bôeres tentavam, de todas as formas, limitar ao máximo o poder político e acesso aos benefícios econômicos por parte dos novos imigrantes (uitlander), a maioria de origem inglesa. Enquanto isso, o governo britânico em Londres ainda mantinha suas ambições de re-controlar a região toda, pretendendo tornar Transvaal e o Estado Livre de Orange em uma confederação sob seu controle direto. Como a esmagadora maioria dos imigrantes que chegavam a África do Sul eram de origem britânica, os bôeres temiam que dar direitos políticos a eles resultaria na perda do controle sobre seu próprio país.
Negociações começaram então em Bloemfontein e, em 1899, Secretario de Estado britânico para as colônias, Joseph Chamberlain, exigiu total direito a voto e a representação política por parte dos imigrantes britânicos na região de Transvaal. Tais negociações falharam rapidamente e então o presidente da República Sul-Africana, Paul Kruger, mandou um ultimato ao governo inglês, a 9 de outubro de 1899, exigindo a retirada de todas as suas tropas das regiões próximas a fronteira do seu país. Londres rejeitou o ultimato, resultando, dois dias depois, numa declaração de guerra por parte da República Sul-Africana e do Estado Livre de Orange.

## O Conflito
Os Britânicos começaram a guerra confiantes, embora estivessem despreparados. Os Bôeres estavam bem armados e organizados e então resolveram atacar primeiro, cercando as cidades de Ladysmith (em KwaZulu-Natal), Kimberley (em Cabo Setentrional) e Mahikeng (em North West) já no começo de 1900, vencendo ainda batalhas em Colenso, Magersfontein e Stormberg. Atordoados, os britânicos trouxeram mais tropas (incluindo da sua Commonwealth). O general Redvers Buller foi então substituído pelos lordes Roberts e Kitchener no comando. As três cidades cercadas foram libertadas e as duas nações Bôer (o Estado Livre de Orange e a República Sul-Africana) foram ocupadas militarmente por tropas britânicas ao final do ano de 1900. Frente a esses revezes, as forças bôeres modificaram sua estratégia e passaram a evitar grandes confrontos tradicionais contra o Exército Britânico, adotando técnicas de guerrilha, mergulhando as forças britânicas numa guerra de atrito sangrenta. Mesmo assim, os britânicos assumiram o controle de boa parte do território da África do Sul, forçando a liderança política bôer local para o exílio. Assim, a "guerra convencional" acabou. Em março de 1900, militares britânicos tomaram Bloemfontein após vencerem a Batalha de Poplar Grove. Dois meses mais tarde, o Estado Livre de Orange e Transvaal foram formalmente anexados pelas autoridades britânicas. Os esforços britânicos foram ajudados por forças das colônias do Cabo e Natal, além de forças africanas nativas e combatentes de todos os seus territórios ultramarinos (como australianos, canadenses, indianos e neozelandeses). As grandes potências europeias declararam neutralidade, mas algumas vocalizaram sua hostilidade aos britânicos, especialmente após as primeiras denúncias de crimes contra a humanidade que estariam sendo perpetrados. Embora simpática ao público britânico no começo, a guerra foi ficando cada vez mais impopular conforme os anos foram passando.

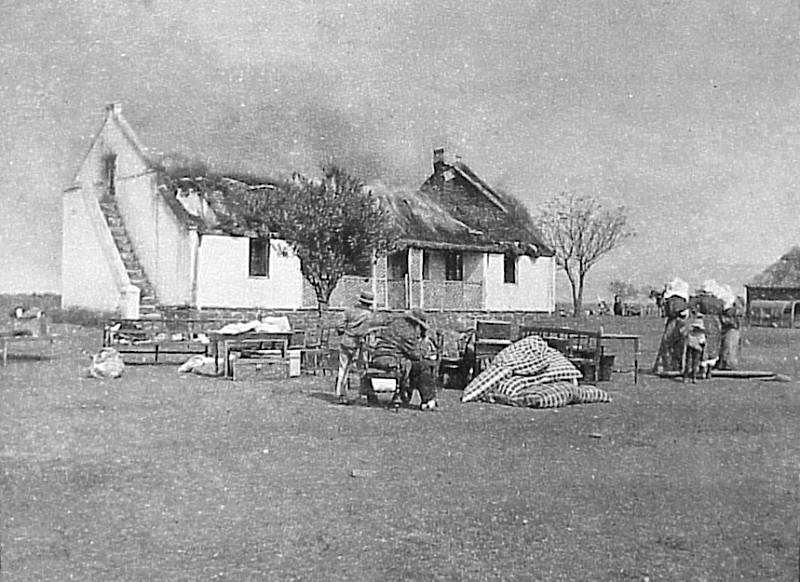
Uma casa de um fazendeiro bôer destruída pelos britânicos.

Embora o conflito em forma de guerrilha fosse custoso para os britânicos, eles tinham recursos mais do que o suficiente para prosseguir com as hostilidades. Para punir os insurgentes bôeres, o exército britânico adotou uma política de terra arrasada, destruindo fazendas, queimando plantações e casas de civis, causando grande sofrimento para a população local. Ainda assim, os Bôeres se recusaram a se render, resistindo por mais de dois anos. Os generais Louis Botha, Jan Smuts, Christiaan de Wet e Koos de la Rey expandiram a campanha de guerrilha, com combates se alastrando pelo país, ainda que de intensidade reduzida, mas igualmente violentos e sangrentos. Os britânicos sofreram e adotaram táticas violentas de contra-insurgência, brutalizando a população civil por apoiar os guerrilheiros, por exemplo. Apesar das represálias, a guerrilha continuou. Os insurgentes bôeres lutavam sem uniformes, com roupas comuns, se misturando com os fazendeiros locais. Os britânicos então tomaram diretamente as propriedades de tais fazendeiros e mandaram milhares de civis bôeres, principalmente mulheres e crianças, para campos de concentração, onde muitos acabaram morrendo devido a privações e doenças. Os britânicos finalmente adotaram novas táticas, dividindo suas forças em unidades móveis montadas para perseguir os guerrilheiros Bôeres. As batalhas então se tornaram pequenos confrontos, com poucas baixas (a maioria dos mortos, naquela altura, viria por causa de doenças).
Finalmente, em maio de 1902, os Bôeres se renderam e ambos os lados firmaram o Tratado de Vereeniging. Nos termos deste tratado, os Bôeres de Transvaal e do Estado Livre de Orange manteriam a autonomia política, embora estivessem submetidos formalmente a Coroa Britânica. Em questão de poucos anos, os líderes sul-africanos e britânicos passaram a cultivar um bom relacionamento e a nova situação política passou a ser amplamente aceita. Pela nova legislação, Bôeres e os imigrantes britânicos teriam agora direitos iguais, porém os negros (que na verdade eram a maioria da população na região) permaneceram excluídos da vida pública-política. Em 1910, os dois territórios Bôeres eventualmente se juntaram e formaram a União Sul-Africana, que perduraria até 1961. Ainda assim, para a população civil, as sequelas da guerra seriam sentidas por décadas, causando muitas animosidades, transformando profundamente a sociedade sul-africana.

## Consequências

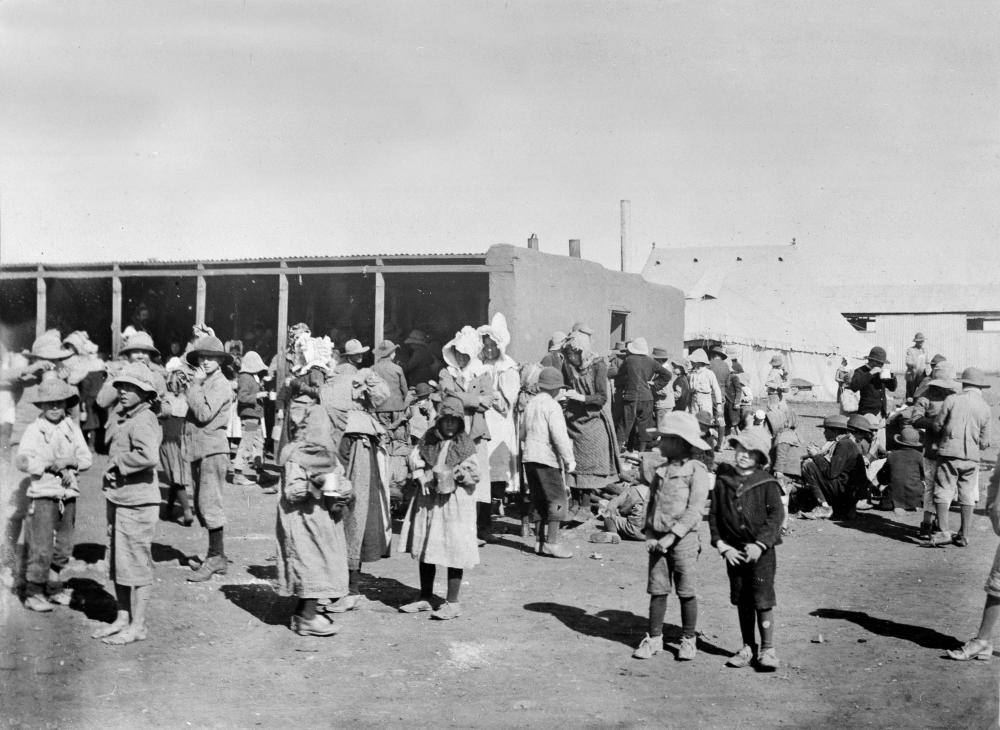
Mulheres e crianças bôeres num campo de concentração.

A Segunda Guerra Bôer jogou uma sombra na história da África do Sul por muitas décadas. A sociedade predominantemente agrária da antiga república dos bôeres foi profunda e fundamentalmente afetada pela política de terra arrasada feita pelos lordes britânicos Roberts e Kitchener. Os bôeres e os africanos negros sofreram nos campos de concentração e milhares de pessoas foram expulsas de suas casas e a falta de bens de subsistência, como comida, levou a uma queda na qualidade de vida da população, afetando a África do Sul como um todo, demograficamente, de forma intensa. Muitos exilados e refugiados nunca conseguiram retornar para os seus lares; muitos bôeres que tentaram recuperar suas fazendas acabaram encontrando-as em situação lastimável e impraticáveis para trabalho agrícola devido aos danos causados pelos soldados britânicos que queimaram as plantações e jogaram sal no solo. Isso forçou um fluxo migratório para as cidades, alimentando a massa de trabalhadores não qualificados com boêres pobres e africanos negros, agora competindo com os "uitlanders" (imigrantes britânicos) por oportunidades nas minas.
Para o Reino Unido, a Segunda Guerra dos Bôeres foi o conflito mais longo, mais caro (£ 200 milhões de libras gastos, ou quase £ 22 bilhões em valores de 2015) e mais sangrento travado pelo país entre 1815 e 1914, com mais de 22 000 combatentes a serviço da Coroa mortos (a maioria devido a doenças).
As técnicas de contra-insurgência e as lições aprendidas durante a guerra bôer (a restrição de movimento, a contenção do espaço, fazer tudo de alvo de forma implacável e indiscriminada, destruição de tudo que puder suportar uma guerrilha, constantemente importunar as forças inimigas, manobras e contramanobras de inteligência, e o cultivo de aliados nativos) foram importantes para as forças militares britânicas e acabaram empregadas, por exemplo, contra os rebeldes comunistas durante a chamada Emergência Malaia. Na Primeira e Segunda Guerras Mundiais, técnicas aprendidas dos comandos Bôeres ajudariam as forças britânicas que, em 1940, criariam os seus próprios Comandos, que se distinguiriam por suas habilidades.
Politicamente, a guerra foi muito popular no Reino Unido no começo, junto com vitórias em outros conflitos e a rápida expansão colonial. O Partido Conservador então conquistou uma vitória fácil nas eleições de 1895, capitalizando nesses sucessos. Com o conflito já a todo o vapor, o Lorde Salisbury convocou novas eleições, em 1900, tentando capitalizar ainda mais nas notícias que contavam a respeito de mais vitórias das tropas da Coroa nas colônias. A guerra ainda gerava muito entusiasmo no povo britânico, o que garantiu outro triunfo eleitoral do governo conservador inglês. Contudo, com a guerra se prolongando, Arthur Balfour substituiu Salisbury como primeiro-ministro. Então, em 1906, os Conservadores foram arrasados na eleição para o Parlamento. O arrastamento do conflito e as denúncias de crimes de guerra perpetrados pelos militares britânicos contra civis, enojaram o povo inglês e acabou lançando a popularidade dos governantes britânicos muito para baixo. Estes, porém, viram o perigo de ir a uma guerra sem aliados e a política de não alinhamento começou a ser desmantelada, o que levaria o país a forjar alianças mais firmes, algo que seria importante no desenrolar de eventos que levou a Primeira Grande Guerra.

## Imagens

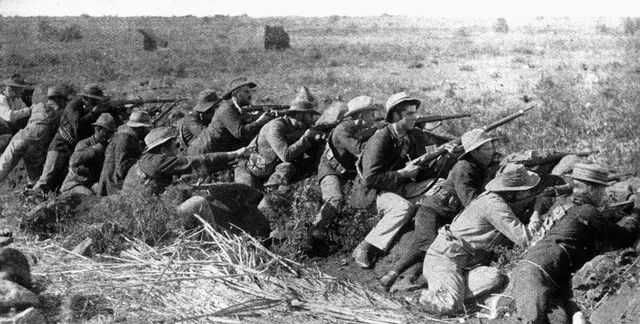
Guerrilheiros bôeres durante a batalha de Mafeking (outubro de 1899-maio de 1900).
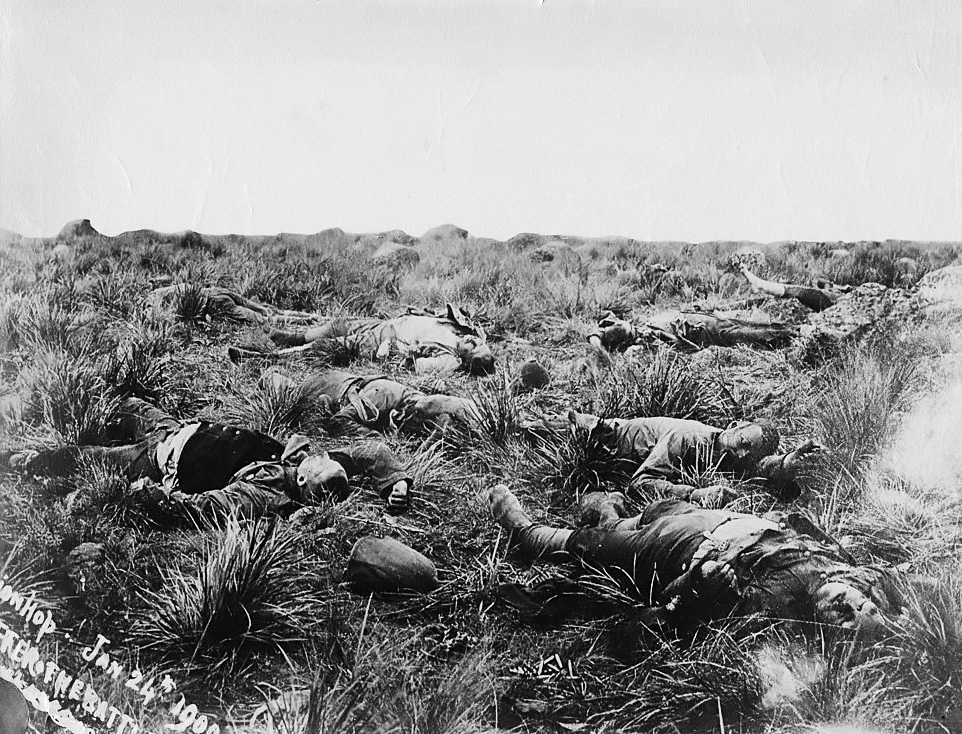
Combatentes britânicos mortos durante a batalha de Spion Kop, em janeiro de 1900.
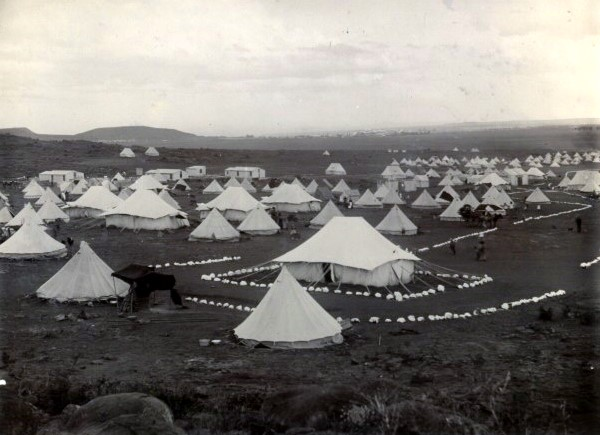
Um campo de concentração britânico para bôeres em Bloemfontein (cerca de 26 mil pessoas morreram nestes campos, a maioria mulheres e crianças).
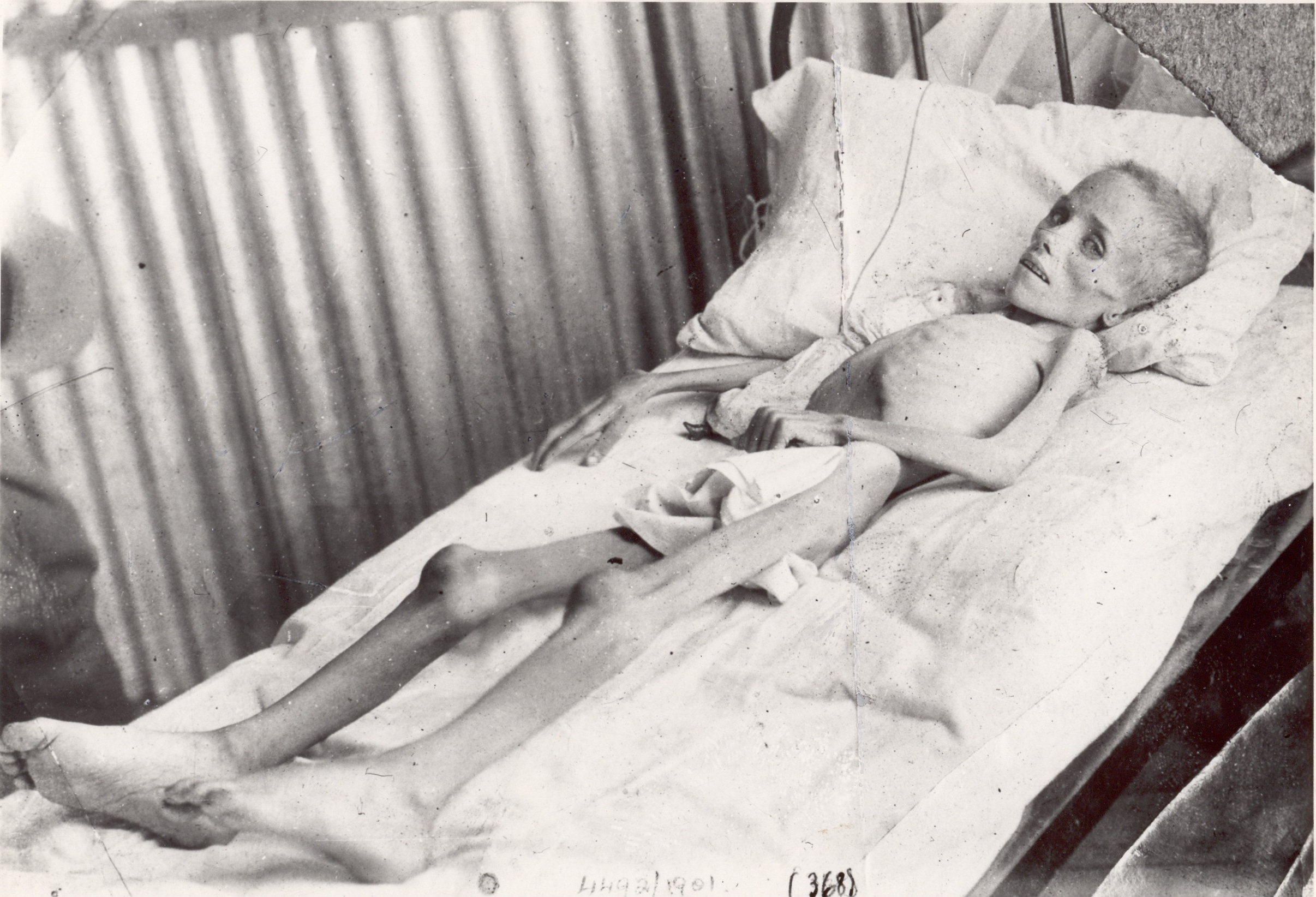
Lizzie van Zyl, uma menina bôer encarcerada pelos britânicos em um campo de concentração. Ela faleceu de febre tifoide em maio de 1901, aos 7 anos de idade.